# ناهار عریان (فیلم)
ناهار عریان (به انگلیسی: Naked Lunch) فیلمی در ژانر علمی–تخیلی و درام به کارگردانی دیوید کراننبرگ است که در سال ۱۹۹۱ منتشر شد. از بازیگران آن می‌توان به پیتر ولر، جودی دیویس، ایان هولم، جولیان سندز و روی شایدر اشاره کرد. این فیلم اقتباسی سینمایی از رمانی به همین نام نوشتهٔ ویلیام اس. باروز است. این فیلم در مجموع با نقدهای مثبتی روبرو شد. راجر ایبرت به این فیلم دو و نیم ستاره از چهار ستاره داد و در مورد آن نوشت: «گرچه به نحوی انتزاعی آن را تحسین کردم اما در مرحله‌ای حسی از محتوای فیلم احساس انزجار کردم. خشکی، مرگ و ناامیدی فراوانی در اینجا وجود دارد، در زندگی‌ای که بدون لذت به درازا می‌انجامد.»